# تطريز إسلامي

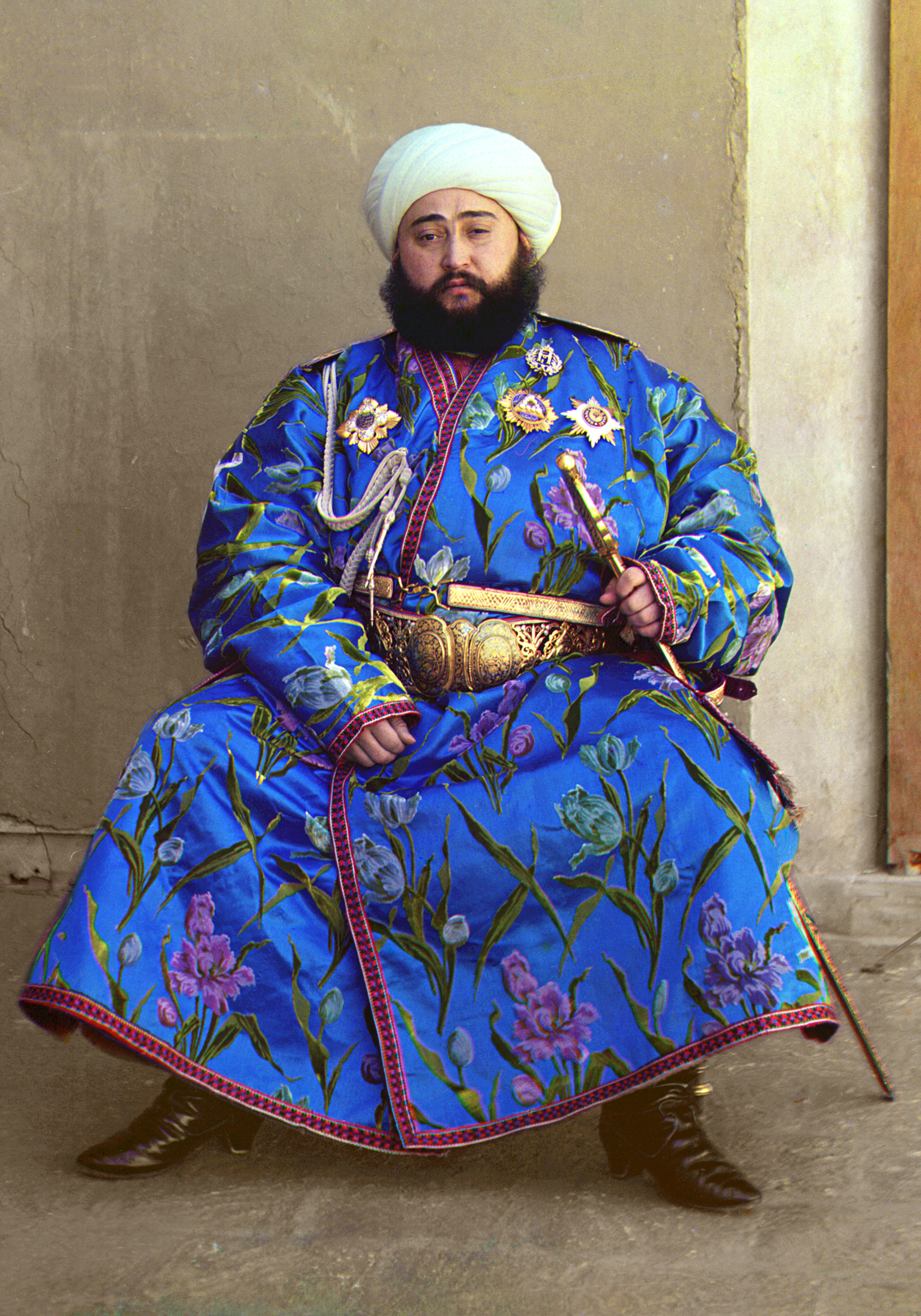
آخر أمراء منغيط في بخارى محمد عليم خان يرتدي ملابس مطرزة، التقطها بروكودين جورسكي عام 1911

التطريز كان فنًا مهمًا في العالم الإسلامي منذ بداية الإسلام حتى الثورة الصناعية التي أحدثت تغييرات في طرق الحياة التقليدية.

## الملخص

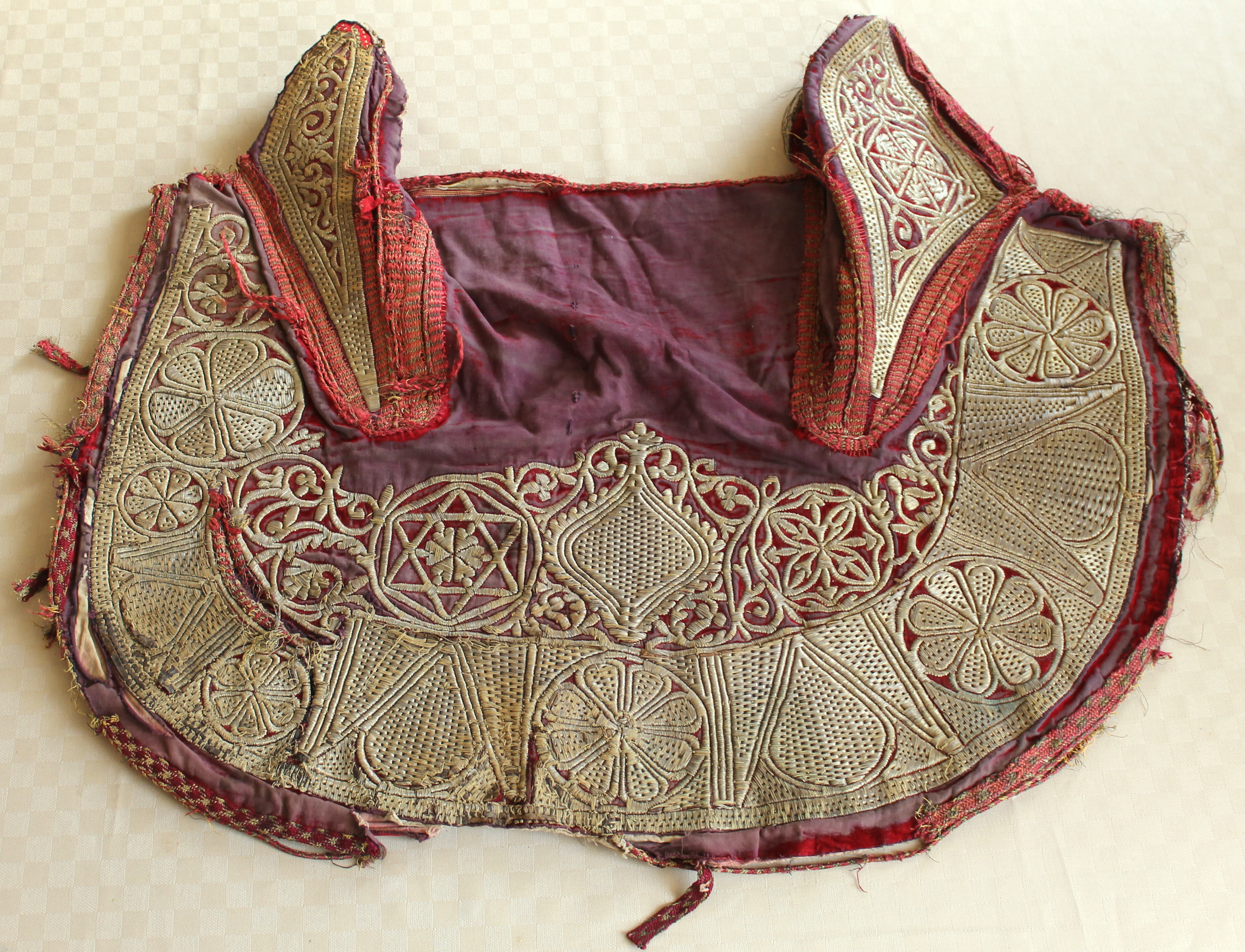
غطاء حصان مطرز بخيوط فضية من عمل مسلمين في فاس في المغرب. في القرن الثامن عشر والتاسع عشر

سيطر الإسلام المبكر على المجتمعات التي كان فيها تطريز الملابس للجنسين والمنسوجات الأخرى شائعًا جدًا. استخدمت الإمبراطوريتان البيزنطية والساسانية الفارسية ملابس مطرزة بتصاميم تتضمن شخصيات بشرية كبيرة إلى حد ما بالإضافة إلى الحيوانات، مع تأثيرات مماثلة لتلك الموجودة في القمصان الحديثة. كان الجزء الخارجي من الكعبة في مكة قبل الإسلام "مغطى من الخارج بستائر نسيجية متعددة الألوان"، ومن المرجح جدًا أن يشمل التطريز كما هو الحال في نظيراتها الإسلامية الحديثة. هناك رواية (وهي مُختلف عليها) عند بعض المذاهب الإسلامية في صحيح البخاري تُفيد بأن النبي محمد اعترض على النقوش الحيوانية، التي ربما كانت مطرزة، حيث رآها على الوسائد عندما زار بيت زوجته عائشة. وهذه الرواية هي على لسان عائشة: "حَشَوْتُ للنبيِّ وِسَادَةً فِيهَا تَمَاثِيلُ كَأنَّهَا نُمْرُقَةٌ، فَجَاءَ فَقَامَ بيْنَ البَابَيْنِ وجَعَلَ يَتَغَيَّرُ وجْهُهُ، فَقُلتُ: ما لَنَا يا رَسولَ اللَّهِ؟ قَالَ: ما بَالُ هذِه الوِسَادَةِ؟، قَالَتْ: وِسَادَةٌ جَعَلْتُهَا لكَ لِتَضْطَجِعَ عَلَيْهَا، قَالَ: أما عَلِمْتِ أنَّ المَلَائِكَةَ لا تَدْخُلُ بَيْتًا فيه صُورَةٌ، وأنَّ مَن صَنَعَ الصُّورَةَ يُعَذَّبُ يَومَ القِيَامَةِ يقولُ: أحْيُوا ما خَلَقْتُمْ". وعمومًا اختفت هذه الأنواع لاحقًا من التصميمات إلى حد كبير، مع أن النقوش المعمارية لقصور الدولة الأموية تحوي نقوشًا كثيرة مشابهة لتلك الموجودة في بيزنطة؛ لكن ظلّت الزخارف النباتية مقبولة في كثير من الأحيان ومُنتشرة.
أطلق الرحالة التركي أوليا جلبي في القرن السابع عشر على التطريز اسم "حرفة اليدين". ولأنها كانت علامة على المكانة الاجتماعية العالية في المجتمعات الإسلامية، فقد كانت شائعة على نطاق واسع لفترة طويلة. وفي مدن مثل دمشق والقاهرة وإسطنبول، كان التطريز واضحًا على المناديل، والزي الرسمي، والأعلام، والخط العربي، والأحذية، والأردية، والسترات، وأغطية الخيول، والنعال، والأغماد، والحقائب، والأغطية، وحتى على الأحزمة الجلدية. قام الحرفيون بتطريز العناصر بخيوط الذهب والفضة. تطورت صناعات التطريز المنزلية، التي يعمل في بعضها أكثر من 800 شخص، لتزويد هذه العناصر. وقد اهتمّت الدولة العباسية بالتطريز واهتمّت كثيرًا حتى أُنشئ ديوان الطراز.
في القرن السادس عشر، في عهد السلطان المغولي أكبر، كتب مؤرخه أبو الفضل بن المبارك في كتابه الشهير "عين أكبري":
يُولي جلالته [أكبر] اهتمامًا بالغًا بمختلف المواد؛ ولذلك تتوافر بكثرة الملابس الإيرانية والعثمانية والمغولية، وخاصةً المنسوجات المطرزة بأنماط "نقشي" و"سعدي" و"شيخان" و"آري" و"زردوزي" و"واستلي" و"غوتا" و"كوهرا". وتُنتج الورش الإمبراطورية في مدن لاهور وآغرة وفاتحبور وأحمد آباد العديد من روائع الصناعة اليدوية في الأقمشة، وتُذهل الأشكال والأنماط والعقد وتنوع الأزياء السائدة الآن حتى أكثر المسافرين خبرة. ومنذ ذلك الحين أصبح الذوق في اختيار المواد الفاخرة أمراً عاماً، وأصبحت أقمشة التطريز المستخدمة في الأعياد تتفوق على أي وصف.

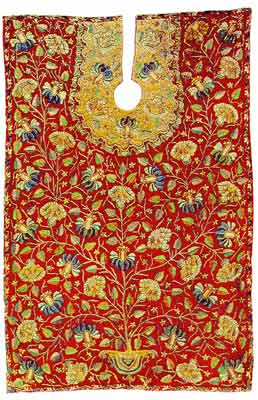
مئزر الحلاق العثماني. التطريز بخيوط الفضة والحرير على الصوف. في القرن الثامن عشر

قدم التطريز حماية رمزية للأشياء الأكثر قيمة، بما في ذلك الأطفال، والممتلكات المنزلية والأشياء ذات الأهمية الدينية. عندما كان الرجال في تركيا في القرنين السادس عشر والسابع عشر يرتدون العمائم كعلامة على الإسلام، كانوا يضعون عمائمهم تحت الأقمشة المطرزة.

## التقنيات

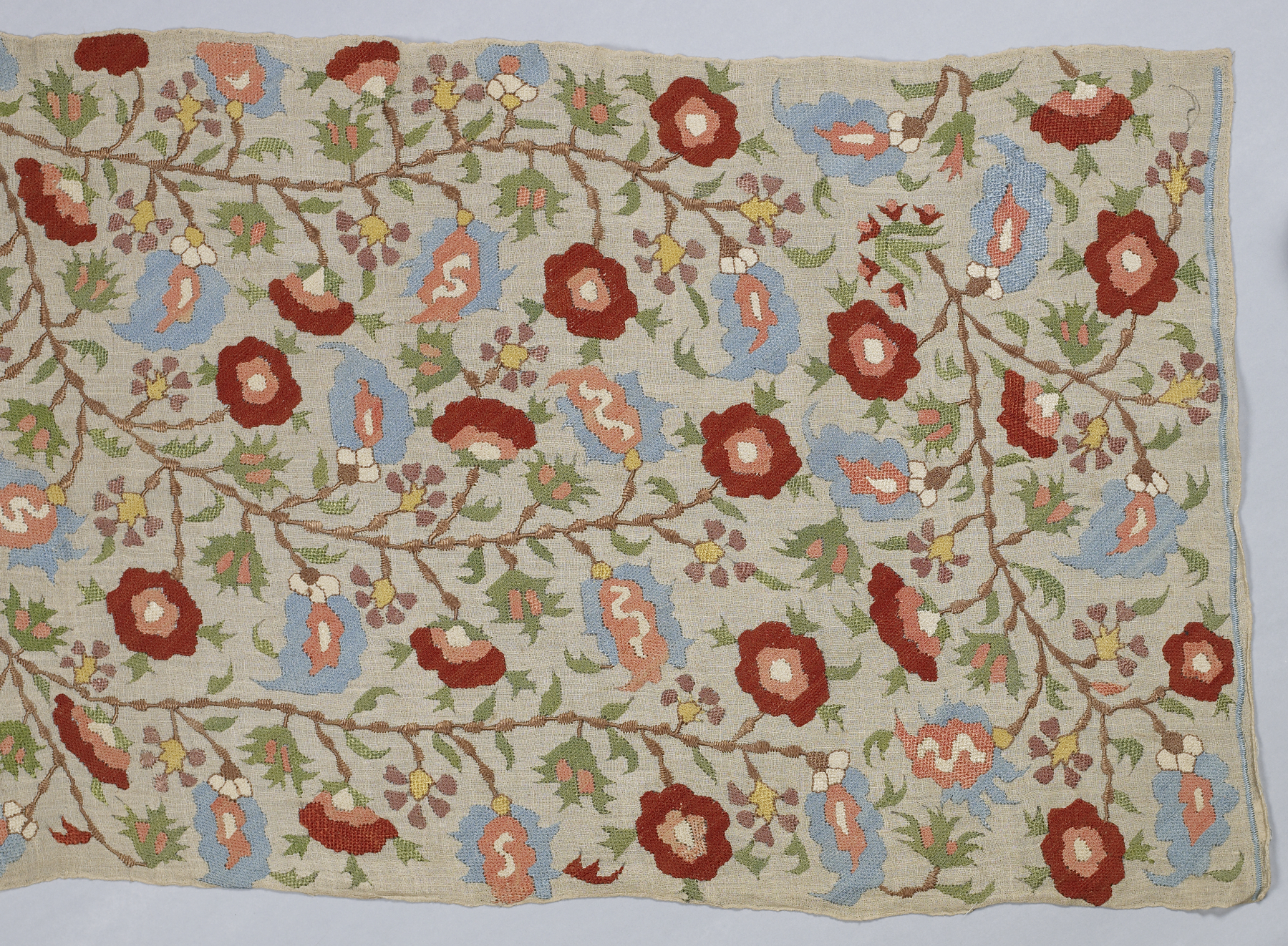
غطاء مرآة تركي مزخرف بزخارف نباتية مستوحاة من الخزف العثماني. هناك خرافة تحذر من النظر في المرآة ليلًا. القرن الثامن عشر

اُستخدمَت مجموعة واسعة من تقنيات التطريز في جميع أنحاء العالم الإسلامي، مع مجموعة واسعة من المواد على قدم المساواة؛ لا توجد عمومًا دراسات عن موضوعات الثقافة مثل الطبخ أو التطريز في الدول الإسلامية الأولى كالعباسيين والسامانيين والحمدانيين وغيرهم، ولذلك تغطي هذه المقالة الدول الإسلامية اللاحقة لهم.
تقوم نساء الإيغور بتطريز قبعات الطاقية من اللباد، للبسها بمفردها أو تحت العمامة.
في المغرب الكبير، اُستخدمَت غرزة الأطلس في أشياء مثل الستائر الزخرفية وأغطية المرايا. كان أحد أشكال غرزة الأطلس الموجودة في المجتمعات البدوية في شبه الجزيرة العربية، ويشار إليها أحيانًا باسم خياطة المدرسة، تُستخدم في المفروشات. قبل عملية الخياطة، يُرسم شكل على القماش من فنان ماهر. كانت التصميمات التي تتضمن موضوعات طبيعية مثل الطيور أو الزهور هي الأكثر شيوعًا.
غرزة الأطلس السطحية، والتي يُنفذوها فقط على السطح العلوي، وهي تقنية أكثر اقتصادًا ولكنها أكثر مرونة، وعُرضة للتآكل، وبالتالي تُستخدم بشكل أساسي في المناسبات الخاصة. في البنجاب ، كانت شالات الفولكاري [الإنجليزية] (أعمال الزهور) من الملابس اليومية التي ترتديها النساء في الريف، في حين كانت الشالات الخاصة، الباغ، مغطاة بالكامل بالتطريز وكانت تصنعها الجدات من الأمهات لحفلات زفاف حفيداتهن.
كانت غرزة السلسلة، التي يمكن تكييفها ويسهل إنشاؤها نسبيًا، تُستخدم في بلاد فارس لتطريز الرشت، مع الزهور وزخارف الرقوش الكثيفة على الأقمشة الصوفية الملبدة. كان نوع من التطريز يشبه غرزة السلسلة الثقيلة، والمعروف باسم الكورار، يستخدمه بدو إيران في السابق لصنع فساتين للرجال والنساء. كان الأمر يتطلب أربعة أشخاص، حيث كان كل شخص يحمل أربعة خيوط كانت إما بألوان مختلفة أو فضية أو ذهبية.

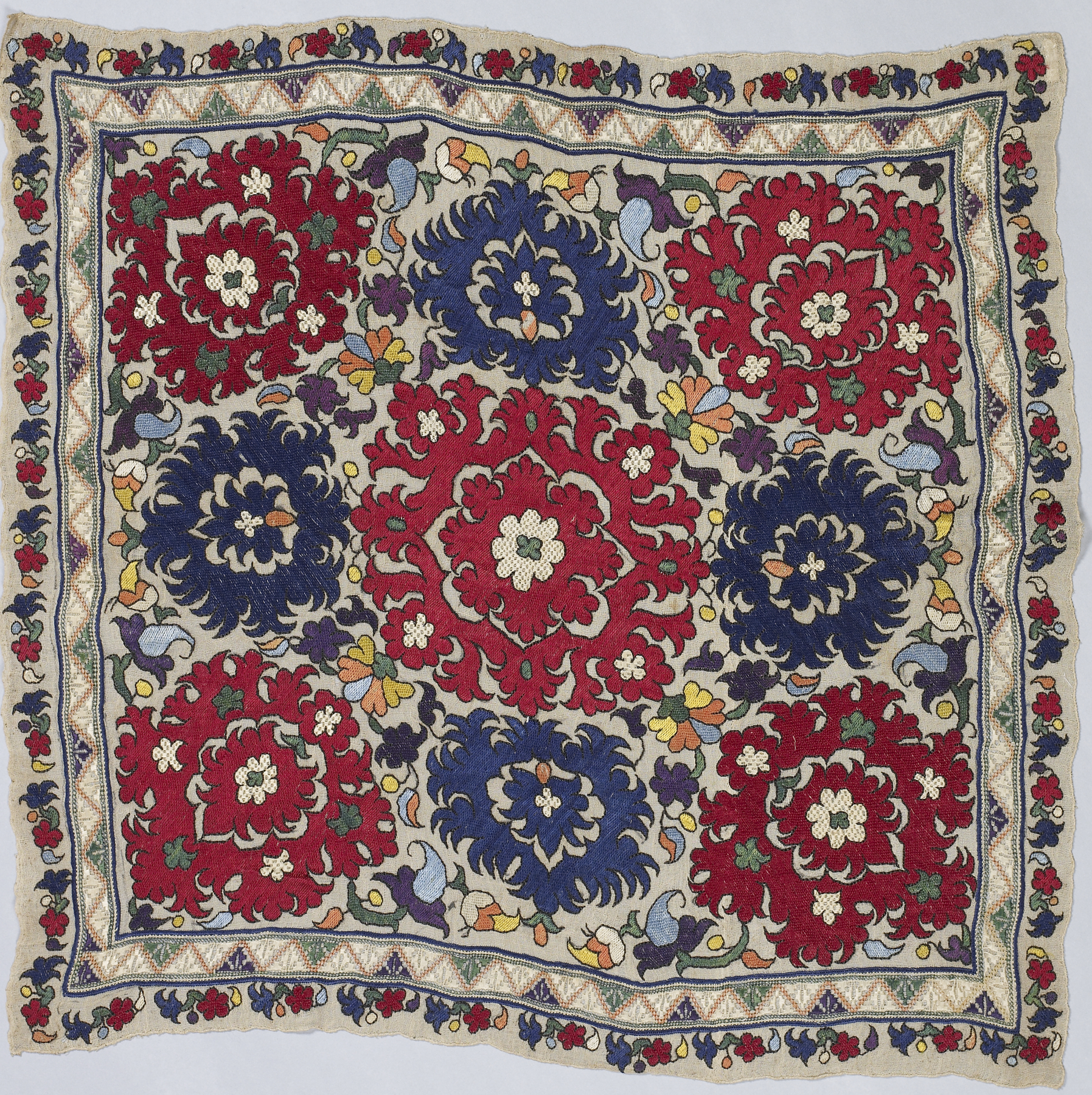
غطاء عمامة جزائري. تطريز الحرير على الكتان. من القرن الثامن عشر

اُستخدم التطريز المتقاطع في جميع أنحاء الشرق الأوسط في الشام وشرق الأردن وفلسطين وسيناء لعمل فساتين الزفاف بتطريز جريء باللون الأحمر، مع تمائم مثلثة أو زهور القرنفل على خلفية سوداء.
هناك تقنية أخرى واسعة الانتشار، وهي غرزة متعرجة [الإنجليزية]، كانت تُستخدم في أفغانستان لتطريز أردية (سمق) العريس بأشرطة مرتفعة من التطريز الأحمر أو الأخضر أو الأبيض على خلفية بيضاء.
كان التطريز البسطي [الإنجليزية]، وهو خياطة الحبل الزخرفي على سطح القماش، يُستخدم على نطاق واسع في جميع أنحاء العالم الإسلامي. في أفغانستان، يمكن تصميم فستان مخملي على الطراز العسكري بخيوط ذهبية اللون على الجهة الأمامية والأكمام والحاشية. كان بإمكان الزعماء في الجبل الأسود ارتداء أردية مغطاة بخيوط ذهبية ثقيلة. وفي فلسطين، يمكن تصميم الفساتين بكثافة في ألواح عمودية بخيوط مضغوطة من المعدن والقطن. في دمشق، كانت السترات مزينة بالزهور والأشجار المنمقة. في الحدود الشمالية الغربية لباكستان، كانت السترات تُخاط بمزيج من الألواح المزخرفة والضفائر المعدنية المزخرفة.

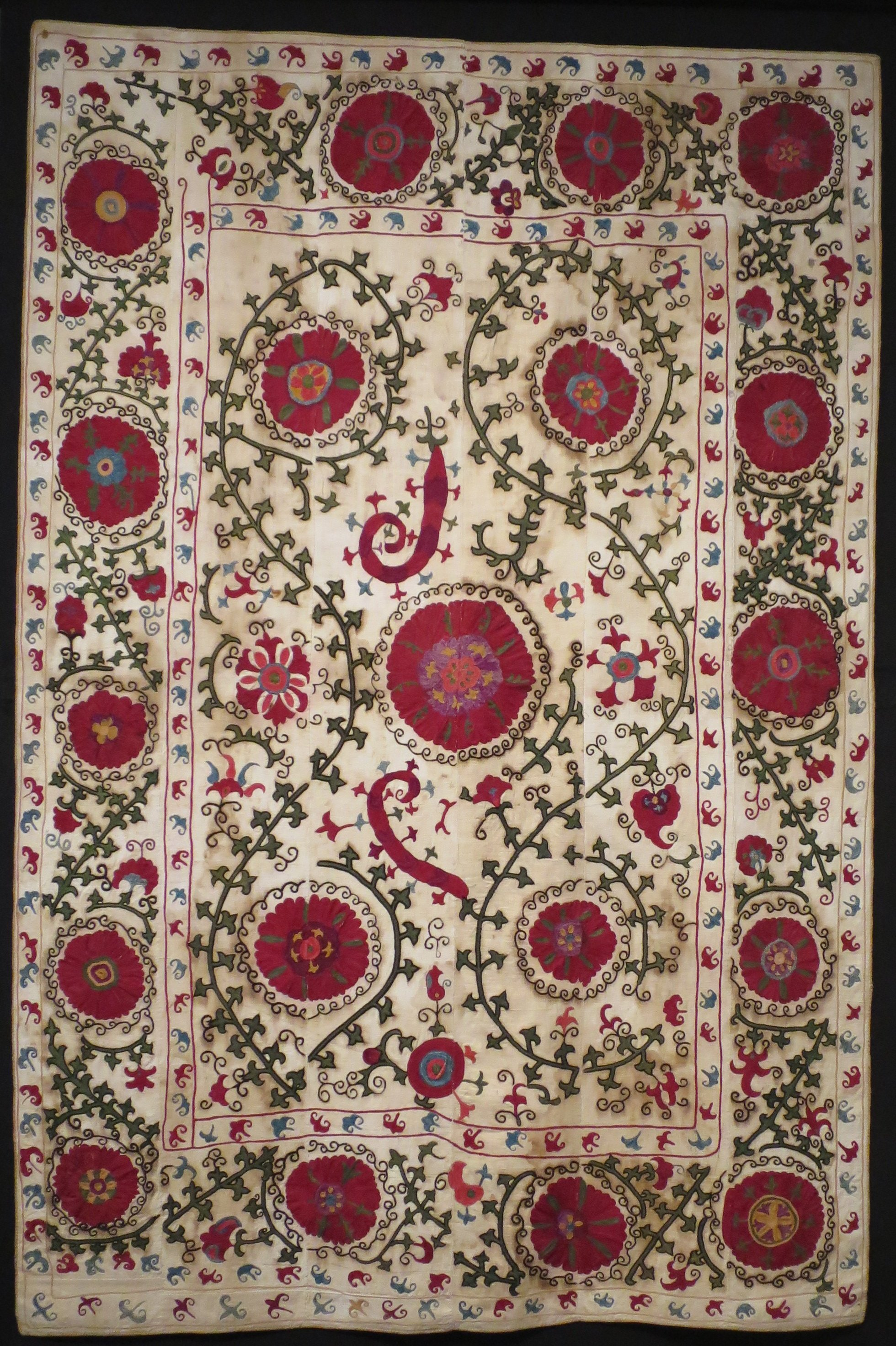
سوزاني مُطرز من بخارى أوزبكستان. القطن مع خيوط الحرير. أواخر القرن التاسع عشر

في آسيا الوسطى، يُستخدم قماش بخارى خيوطًا متواصلة لإنشاء ستائر سوزانية [الإنجليزية] مذهلة لقاعات الزفاف وأسرة العرائس. ترمز زخارف القرنفل والرمان إلى الخصوبة. كما اُستخدمَت هذه التقنية في أفغانستان وأوزبكستان في بطانيات الخيول وأغطية المواقد.
كانت غرزة البطانية [الإنجليزية]، وغرزة فتحة الأزرار [الإنجليزية]، وغرزة العينة، جميعها لها الوظيفة الأصلية المتمثلة في تقوية حواف المنسوجات المعرضة للتلف والتآكل اليومي، ولكن عُدلت لأغراض الديكور. في شمال أفريقيا والشرق الأوسط، تُعمل غرزة العينة باستخدام نمط عجلة الأسلاك من الغرز، أو في الشكل الجزائري بدون دائرة محيطة. في تركمانستان، يمكن عمل زخارف الخطاف والزنبق بغرزة فتحة الأزرار. في أفغانستان، يمكن تطريز قمصان الرجال بغرز متعرجة وخياطة أزرار من الحرير الأبيض على قطن أبيض، برقوش متقنة.

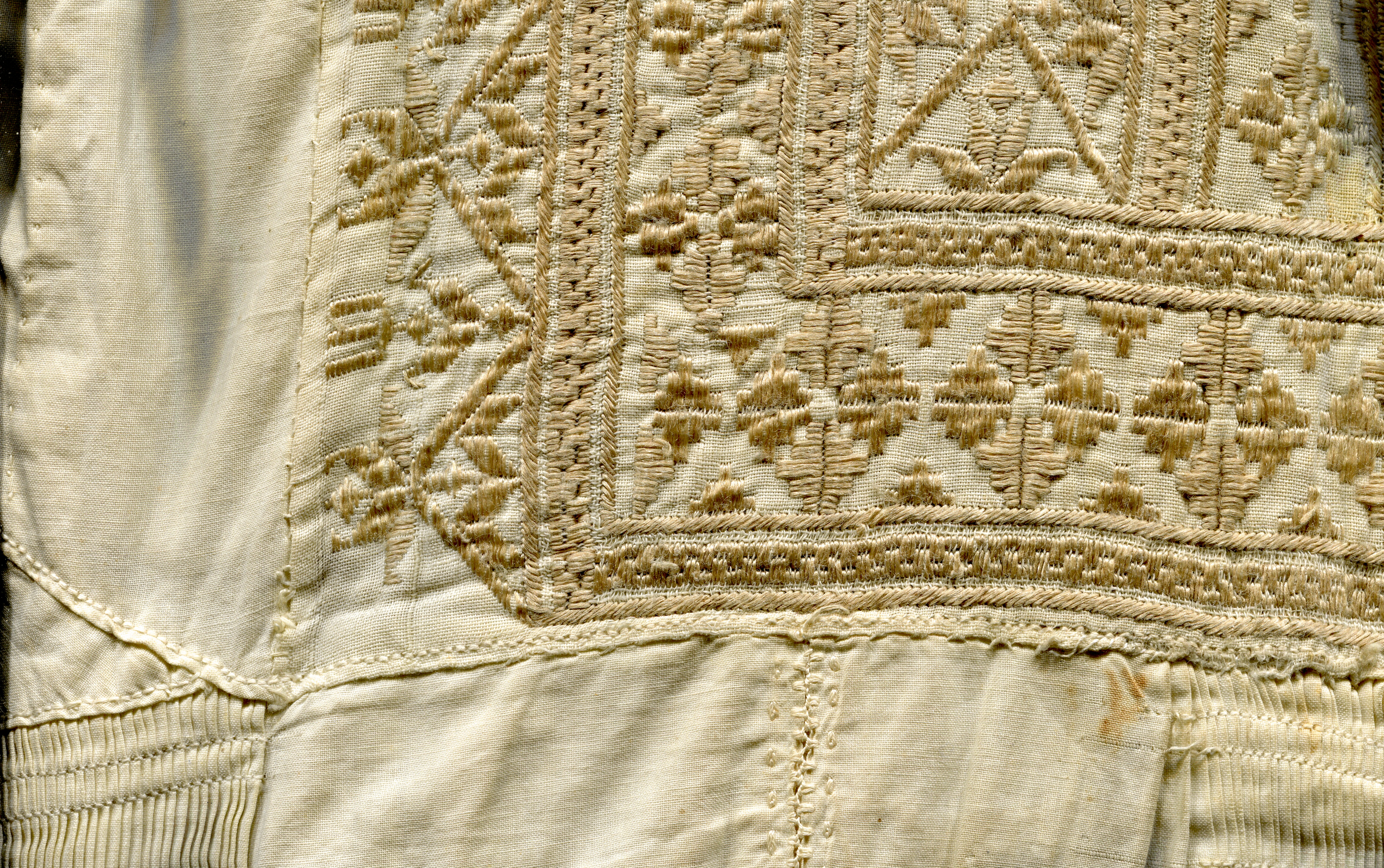
تفاصيل ثوب رجالي مطرز بغرزة الأطلس البيضاء من أفغانستان. منتصف القرن العشرين.

يشمل فن التطريز الأبيض [الإنجليزية]، وهو استخدام الخيوط البيضاء على أرضية بيضاء، مجموعة متنوعة من التقنيات والمواد، ويُستخدم بأشكال مختلفة في جميع أنحاء العالم. في الجزائر، يمكن لنساء القبايل ارتداء الفساتين البيضاء. في غزنة، أفغانستان، يمكن تطريز أردية الرجال بخياطة بيضاء هندسية مزينة بمرايا دائرية صغيرة.
اُستخدمَت التطريز بالإبرة [الإنجليزية] (القماش) في صناعة لوحات الملابس الهندسية ذات الألوان الزاهية لأهل الهزارة في أفغانستان.
كان التطريز القرصي [الإنجليزية] يُستخدم في صناعة أردية الرجال في نورستان في جبال هندوكوش، حيث كانت الخياطة السوداء تسحب القماش إلى أشرطة عمودية ذات أنماط متعرجة ومتقاطعة وأنماط هندسية بسيطة أخرى.
كان عمل التامبور، وهو شكل سريع من التطريز باستخدام خطاف آري دقيق بدلًا من الإبرة، أحد التقنيات المستخدمة في بخارى في أوزبكستان للسوزاني.

## الرمزية
غالبًا ما تحمل الزخارف المطرزة معنى رمزيًا. الرمز المنتشر في جميع أنحاء العالم الإسلامي (وكثيرًا ما يوجد أيضاً على السجاد الإسلامي) هو شجرة الحياة، والتي تدل على الولادة والنمو حتى النضج والموت والولادة من جديد. يمكن أن تظهر في أشكال عديدة، مثل شجرة مصممة بشكل متعمد، محاطة أحيانًا بأزواج من الطيور أو الفواكه مثل الرمان، أو مزهرية من الزهور.

## منسوجات الأماكن المقدسة

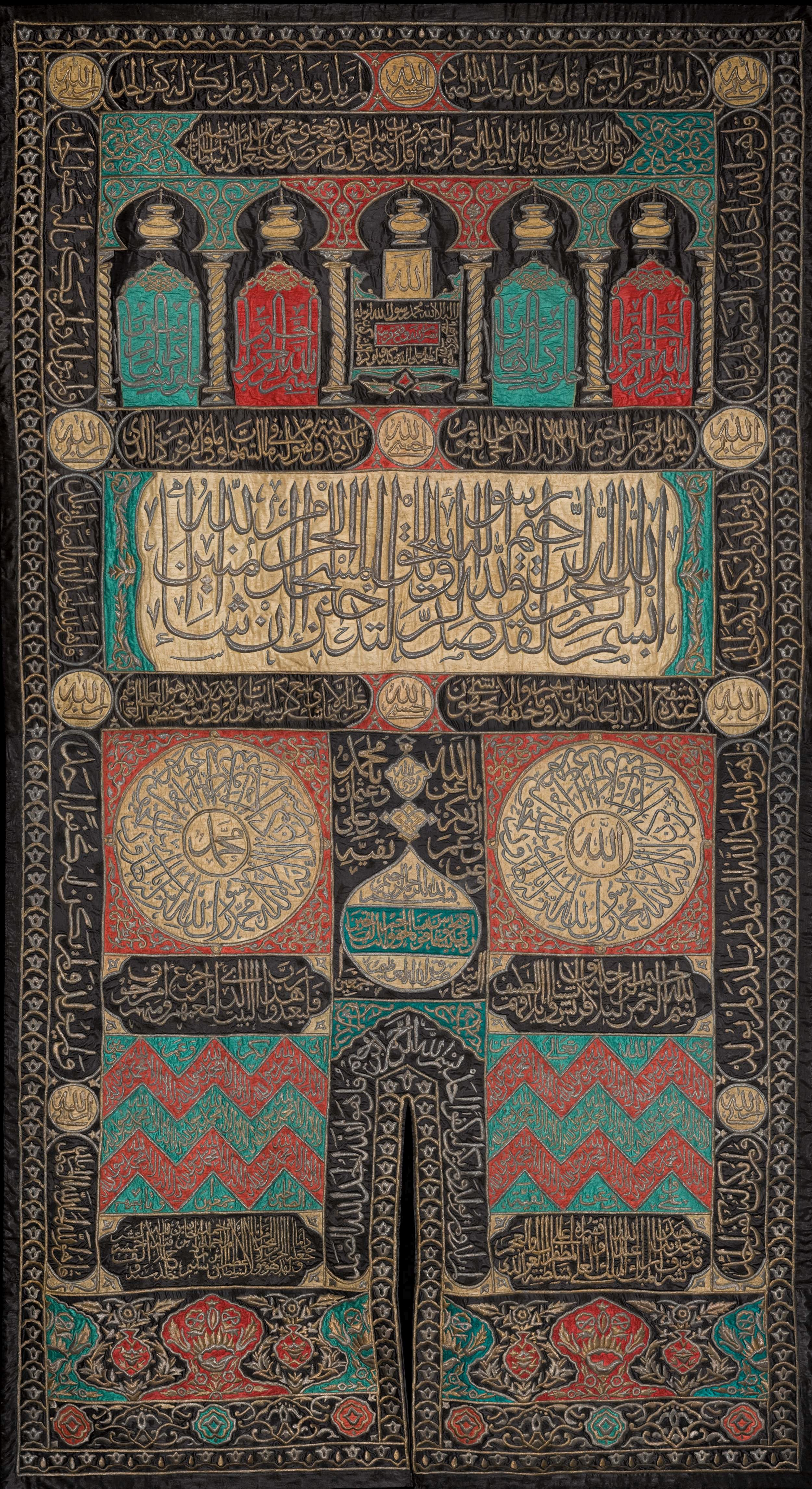
ستارة باب الكعبة، المُستخدمة في 1606 م

تعتبر المنسوجات المطرزة من سمات الأماكن المقدسة في الإسلام: المسجد الحرام في مكة المكرمة والمسجد النبوي في المدينة المنورة، والمسجد الأقصى في القدس؛ وحتى بعض الأماكن ذات قدسية رمزية مثل أضرحة الأولياء الصوفيين ومراقد أئمة الشيعة. وتُستبدل بانتظام، في التقاليد التي يعود تاريخها إلى قرون مضت. وتُستبدل المنسوجات من امتيازات خادم الحرمين الشريفين، وهو اللقب الذي أُطلق على حكام المماليك والعثمانيين وحكام المملكة العربية السعودية. يشمل غطاء الكعبة، المعروف باسم الكسوة (ستارة مزخرفة بشكل غني فوق الباب) وحزامًا (حزام يلتف حول المبنى). أقدم ستارة معروفة صُنعَت في عام 1544 في مصر، وأقدم حزام عثماني صُنع لسليم الثاني في أواخر القرن السادس عشر. لقد تغيرت التصميمات الأساسية للستارة والحزام قليلًا، على الرغم من أن التطريز بالأسلاك الذهبية والفضية أصبح أكثر زخرفة بمرور الوقت. إن مقام إبراهيم هو حجر مربع صغير يقع بالقرب من الكعبة، والذي يحمل، وفقًا للتقاليد الإسلامية، بصمة قدم إبراهيم. كان يُوضع في مبنى به ستار خاص به يُستبدل سنويًا.
يبلغ متوسط طوله 5.75 متر (18.9 قدم) في 3.5 متر (11 قدم)، تُجمع ستارة باب الكعبة عن طريق خياطة أربع ألواح نسيجية منفصلة معًا؛ ويُجمع الحزام بالمثل من ثماني ألواح (اثنان لكل جدار من جدران الكعبة). أُنشئت ورشة عمل متخصصة اسمها دار الكسوة، في القاهرة عام 1817، والتي كانت في أوجها توظف 100 حرفي لصنع الكسوة والمنسوجات الأخرى لمكة والمدينة. منذ عام 1962، أُنتجَت في ورشة عمل في مكة المكرمة. لقد تغيرت الألوان المستخدمة في العصور المختلفة. يتكون مخطط الألوان الحالي لستارة الكعبة، والذي يُستخدم منذ أوائل القرن العشرين، من تطريز باللونين الذهبي والأبيض على خلفية سوداء. تَستخدم الكسوة الحديثة 670 كيلوغرام (1,480 رطل) من الحرير وهي مُطرزة بـ 15 كيلوغرام (33 رطل) من خيط من الذهب. تتضمن هذه النقوش آيات من القرآن الكريم وأدعية إلى الله، بالإضافة إلى أسماء الحكام الذين أمروا بصناعة المنسوجات. إن الشهادتين هي نص آخر يُستخدم بشكل شائع.

## انحدار التطريز الإسلامي

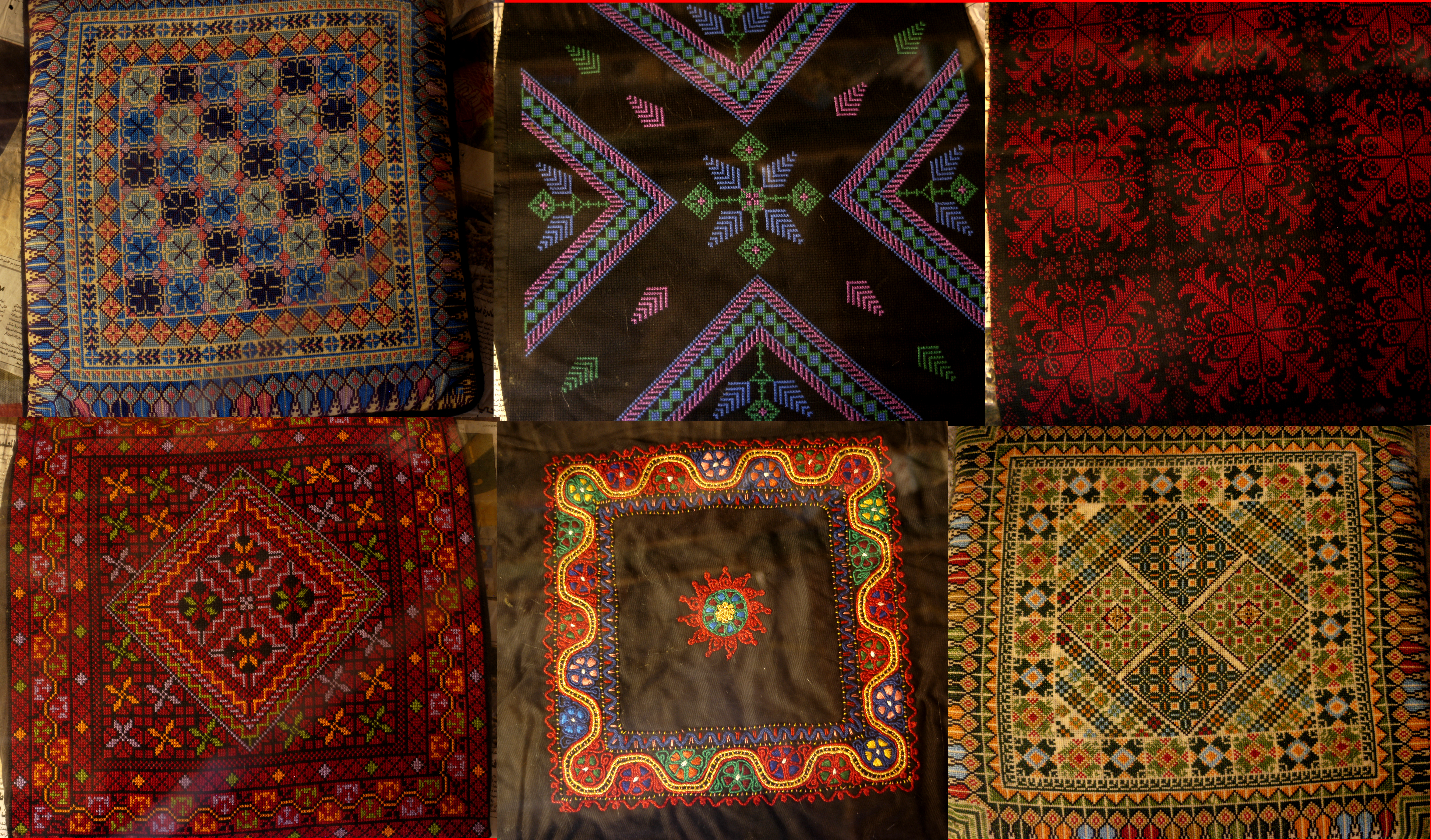
وسائد التطريز الفلسطيني الحديث. من أعلى اليسار باتجاه عقارب الساعة: غزة ، رام الله ، رام الله، نابلس ، بيت جالا ، بيت لحم.

كان التطريز مهمًا في الثقافات التقليدية في جميع أنحاء العالم الإسلامي. لقد أدت الثورة الصناعية إلى جعل الملابس الملونة متاحة بشكل أسرع وبتكلفة أقل، مما أدى إلى إزاحة الحرف مثل التطريز والعناية الدقيقة بالتفاصيل والنقوش على الملابس الإسلامية قديمًا.
على سبيل المثال، كانت أقمشة المصنت [الإنجليزية] (التنصيب) في حيدر أباد بالهند مصنوعة من المخمل، وهي مطرزة يدويًّا بخيوط نحاسية لامعة تشكل زهورًا ملونة بالذهب والفضة (كانت في السابق من تلك المعادن في الواقع) وتوضع على الكراسي. وقد صُنعت هذه الكراسي للسلاطنة المغول وغيرهم من الحكام، كما صُنعت أيضًا للعروس والعريس للجلوس عليها أثناء حفلات الزفاف في حيدر أباد. وهي تقنية مستمدة من بلاد فارس. يستغرق صنع المصنت ما بين اثني عشر يومًا إلى شهرين، وقد يكلف ما يصل إلى 100 ألف روبية. تراجعت الأعمال التجارية خلال القرن العشرين، حيث طُلب عدد أقل من الأقمشة التقليدية. عرض مقدمو خدمات الزفاف المصنت كجزء من خدمتهم؛ حيث تفوقت الأقمشة المصنوعة آليًا على تلك المصنوعة يدويًا في السعر والعدد. اعتبارًا من عام 2012، لم يتبق سوى عدد قليل من صانعي المصنت المسنين.
تختتم الباحثة في مجال التطريز شيلا باين [الإنجليزية] كتابها "المنسوجات المطرزة (بالإنجليزية: Embroidered Textiles)" موضحة أن:
| تطريز إسلامي | بمجرد أن يختفي السياق الاجتماعي، وتتوقف المعتقدات والمخاوف التي يعززها التطريز أو تحرفها عن التسبب في عذابات، وبمجرد أن يتوقف زراعة الكتان وغزله ونسجه بشكل مؤلم، وعندما تتوقف الأغنام عن كونها الركيزة الأساسية للحياة، وتصبح الحرير الغريب من بلدان أخرى ترفا ثمينا، فإن التطريز التقليدي محكوم عليه بالزوال. | تطريز إسلامي |

ومن بين أسباب تراجع التطريز هما السياسة والاقتصاد، لكن باين تُشير إلى أن العامل الأقوى كان تعليم الفتيات؛ حيث إن الحياة الحديث لا تُقدر الفنون التراثية بل تُجبر الجميع على الخوض في توجه مالي واحد للعمل. فمثلًا لم يعد التطريز طريقةً للمرأة الشابة في تركيا أو بلوشستان لتأمين مستقبلها حيث كان النظام الإسلامي يُساعدها ماليًّا على النهوض في حال لم يتواجد زبائن. ويرى باين أن محاولات إعادة إحياء التطريز التقليدي، كما حدث في المدارس التي أنشئت في إسطنبول وشلمنقة، سوف تفشل حتمًا بمجرد انهيار البيئة الاجتماعية الضرورية التي أعطت للتحف اليدوية معناها. وفي المستقبل، كما تقول، سوف يحمل التطريز معنى فرديًا، كما هو الحال في الغرب، وربما أغراضًا اجتماعية جديدة، كما هو الحال مع الفساتين المطرزة ذات الأهمية السياسية لدى الفلسطينيين، وهذا ما شكّل نهاية الفنون الإسلامية عمومًا مثل الطبخ وسك العملة وغيرهما، ولعلّ أبرز مثال على هذا هو الفرق بين الرايات الإسلامية القديمة مثل راية الناصر الموحدي ورايات الدول الإسلامية الحديثة التي تعتمد أسلوبًا غربيًّا بسيطًا، وكذلك الفرق بين الأطباق في كتب الطبخ في العصر الذهبي للإسلام والأطباق في كتب الطبخ الحالية للمسلمين، التي أصبحَت أقل تَفَننًا وأكثر ميولًا للبساطة وقلة الاهتمام.

## طالع أيضًا
- زي عربي
- زردوزي [الإنجليزية]

### الاستشهادات
1. ↑  Ettinghausen, Grabar & Jenkins-Madina 2001، صفحة 20.
2. ↑  صحيح البخاري صحيح البخاري, 3:34:318, 7:62:110
3. 1 2  Stone, Caroline (مايو–يونيو 2007). "The Skill of the Two Hands". Saudi Aramco World. Aramco World. ج. 58 ع. 3. مؤرشف من الأصل في 2024-08-07.
4. ↑  Werner، Louis (يوليو–أغسطس 2011). "Mughal Maal". Saudi Aramco World. Aramco World. ج. 62 ع. 4. مؤرشف من الأصل في 2025-01-24.
5. ↑  Paine 1995، صفحة 160.
6. ↑  Gillow & Sentance 2000، صفحات 174–203.
7. ↑  Gillow & Sentance 2000، صفحة 171.
8. ↑  Gillow & Sentance 2000، صفحات 174–175.
9. ↑  Abu Saud 1984، صفحة 140.
10. ↑  Gillow & Sentance 2000، صفحة 177.
11. ↑  Gillow & Sentance 2000، صفحات 178–179.
12. ↑  Abu Saud 1984، صفحة 136.
13. ↑  Gillow & Sentance 2000، صفحات 180–181.
14. ↑  Gillow & Sentance 2000، صفحات 182–183.
15. ↑  Gillow & Sentance 2000، صفحات 184–185.
16. ↑  Gillow & Sentance 2000، صفحات 186–187.
17. ↑  Gillow & Sentance 2000، صفحات 188–189.
18. ↑  Gillow & Sentance 2000، صفحات 196–197.
19. ↑  Gillow & Sentance 2000، صفحات 198–199.
20. ↑  Gillow & Sentance 2000، صفحات 200–201.
21. ↑  Gillow & Sentance 2000، صفحات 202–203.
22. ↑  Paine 1995، صفحات 70–72, 88–89, etc..
23. ↑  Kern, Karen M.; Rosenfield, Yael; Carò, Federico; Shibayama, Nobuko (Dec 2017). "The Sacred and the Modern: The History, Conservation, and Science of the Madina Sitara". Metropolitan Museum Journal (بالإنجليزية). 52: 72–93. DOI:10.1086/696548. ISSN:0077-8958. S2CID:194836803. Archived from the original on 2022-12-05.
24. ↑  Porter، Venetia (2012). "Textiles of Mecca and Medina". في Porter، Venetia (المحرر). Hajj : journey to the heart of Islam. Cambridge, Mass.: The British Museum. ص. 257–265. ISBN:978-0-674-06218-4. OCLC:709670348.
25. ↑  Peters، F. E. (1994). "Another Stone: The Maqam Ibrahim". The Hajj. Princeton, New Jersey: Princeton University Press. ص. 16–17. ISBN:9780691026190.
26. 1 2 3  Nassar، Nahla (2013). "Dar al-Kiswa al-Sharifa: Administration and Production". في Porter، Venetia؛ Saif، Liana (المحررون). The Hajj : collected essays. London: The British Museum. ص. 176–178. ISBN:978-0-86159-193-0. OCLC:857109543.
27. ↑  Nassar، Nahla (2013). "Dar al-Kiswa al-Sharifa: Administration and Production". في Porter، Venetia؛ Saif، Liana (المحررون). The Hajj : collected essays. London: The British Museum. ص. 176–178. ISBN:978-0-86159-193-0. OCLC:857109543.Nassar, Nahla (2013). "Dar al-Kiswa al-Sharifa: Administration and Production". In Porter, Venetia; Saif, Liana (eds.). The Hajj : collected essays. London: The British Museum. pp. 176–178. ISBN 978-0-86159-193-0. OCLC 857109543.
28. ↑  Porter، Venetia (2012). "Textiles of Mecca and Medina". في Porter، Venetia (المحرر). Hajj : journey to the heart of Islam. Cambridge, Mass.: The British Museum. ص. 257–265. ISBN:978-0-674-06218-4. OCLC:709670348.Porter, Venetia (2012). "Textiles of Mecca and Medina". In Porter, Venetia (ed.). Hajj : journey to the heart of Islam. Cambridge, Mass.: The British Museum. pp. 257–265. ISBN 978-0-674-06218-4. OCLC 709670348.
29. 1 2  Ghazal, Rym (28 Aug 2014). "Woven with devotion: the sacred Islamic textiles of the Kaaba". The National (بالإنجليزية). Archived from the original on 2025-04-26. Retrieved 2021-01-07.
30. ↑  Islamic Voice نسخة محفوظة 2018-04-09 على موقع واي باك مشين. article Kiswa: Dressing up God's Abode Vol 14-02 No:158 * FEBRUARY 2000 / Shawwal 1420H
31. ↑  Ipek، Selin (Summer 2011). "Dressing the Prophet: Textiles from the Haramayn". Hali. ج. 168: 49–51. ISSN:0142-0798.
32. 1 2 3 4  Paine 1995، صفحات 177–178.
33. ↑  Mohammed، Syed (30 يناير 2012). "Technology rings death knell for masnat makers". Times of India. مؤرشف من الأصل في 2024-12-02. اطلع عليه بتاريخ 2015-12-16.
34. ↑  "Craft Traditions of Palestine". Sunbula. مؤرشف من الأصل في 2008-03-21. اطلع عليه بتاريخ 2015-12-16.